# Ligne de Chaugey à Lons-le-Saunier
La ligne de Chaugey à Lons-le-Saunier est une ligne ferroviaire française qui reliait, avant 1969, Chaugey (commune de Losne, dans le département de la Côte-d'Or) à Lons-le-Saunier, dans le Jura.
La proximité entre Chaugey et les lignes de Dijon-Ville à Saint-Amour et de Gray à Saint-Jean-de-Losne permettait à la ligne de servir deux itinéraires, respectivement de Dijon à Lons-le-Saunier et de Gray à Lons-le-Saunier.
La ligne est fermée dans son intégralité depuis 1995 à l'exception de la section reliant Chaugey à Chemin - Peseux, toujours ouverte au service marchandises.

## Histoire
La ligne de Lons-le-Saunier à Saint-Jean-de-Losne est concédée à titre définitif à la Compagnie des chemins de fer de Paris à Lyon et à la Méditerranée par une convention signée entre le ministre des Travaux publics et la compagnie le 20 juillet 1891. Cette convention est approuvée par une loi qui déclare la ligne d'utilité publique le 3 février 1893.

## Infrastructure
La ligne, longue de 60 kilomètres avant sa fermeture, est composée d'une unique voie (deux avant 1942) à écartement normal et n'est pas électrifiée.

## Fermetures
La ligne ferme dans son intégralité au service voyageurs en septembre 1969. Les différentes sections de la ligne ferment une à une entre 1969 et 1995 (respectivement de Chaussin à Pleure en 1969, de Pleure à Bletterans en 1971, de Chemin - Peseux à Chaussin en 1989, et de Bletterans à Lons-le-Saunier en 1995).
La ligne subit plusieurs déclassements, retranchements et fermetures administratives jusqu'en 2014 où RFF abroge toutes les décisions prises auparavant et déclasse définitivement la section entre Chemin - Peseux et Lons-le-Saunier.
Seul le tronçon reliant Chaugey à Chemin - Peseux, long de dix kilomètres, est encore en place et ouvert au service marchandises.

## Voie verte
Une voie verte exploitant ce tracé sur 53 km est en cours de réalisation afin de relier les villes de Lons-le-Saunier et Dole à travers le finage dolois et la Bresse jurassienne, en connexion avec l'EuroVélo 6. Quelque 42 km ont aujourd'hui été aménagés.